# Головино (Дмитровский городской округ)
Головино — деревня в Дмитровском районе Московской области, в составе сельского поселения Синьковское. До 2006 года Головино входило в состав Кульпинского сельского округа.

## Расположение
Деревня расположена в западной части района, недалеко от границы с Солнечногорским, примерно в 23 км к западу от Дмитрова, на возвышенности, высота центра над уровнем моря 224 м. Ближайшие населённые пункты — Лукьяново с Шулепниково на западе, Семёновское на юго-востоке.

## Население
| 2002 | 2006 | 2010 |
| ---- | ---- | ---- |
| 2    | ↗3   | ↘2   |